# Касанда, Петр Леса
Петр Леса Касанда (англ. Peter Lesa Kasanda; род. 24 апреля 1938, Родезия) — дипломат, бывший посол Замбии.

## Биография
- С 26 августа 1976 года по 22 мая 1979 года он был послом в Москве[1].
- 28 марта 1978 года он был аккредитован в качестве посла в Восточном Берлине[2].
- С 1979 по 1986 год он был постоянным секретарём Министерства иностранных дел в Лусаке.
- С 1986 по 1987 год он был послом Замбии в Германии.
- С 1987 по 1989 год он был послом Замбии во Франции.
- С 29 августа 1989 года по 14 ноября 1994 года — посол Замбии в Китае[3].
- C 14 августа 1994 по 19 апреля 2000 года — постоянный представитель Замбии при Организации Объединённых Наций[4].